# Rosema apicalis
Rosema apicalis är en fjärilsart som beskrevs av Walker 1855. Rosema apicalis ingår i släktet Rosema och familjen tandspinnare. Inga underarter finns listade.